# Pekmezci, İmamoğlu
Pekmezci là một xã thuộc huyện İmamoğlu, tỉnh Adana, Thổ Nhĩ Kỳ. Dân số thời điểm năm 2009 là 448 người.